# 豊橋市歌
「豊橋市歌」（とよはししか）は、愛知県豊橋市が制定した市歌である。以下の2代が存在する。
1. 1932年（昭和7年）制定[1]。作詞・作曲者不詳。
2. 1956年（昭和31年）制定[2]。作詞・辰己利郎、補作・丸山薫、作曲・古関裕而。

現在の市歌は2.である。

## 初代
初代の『豊橋市歌』は、1932年（昭和7年）に下地町他の町村を編入合併して市域を拡大した記念として市民を対象に歌詞を公募し、10月1日に開催された記念式典で初演奏が行われた。
当時の市勢要覧や1937年（昭和12年）刊の『最新音楽参考資料』、1997年（平成9年）に豊橋市図書館が作成した『豊橋の歌』に全4番の歌詞と楽譜が掲載されているものの、作詞・作曲者の氏名はどの資料にも記載されておらず一切不明である。1956年（昭和31年）に後述の2代目市歌へ代替わりする形で廃止された。愛知県において戦前と戦後で市歌を代替わりさせた事例は、豊橋市の他に半田市がある。

## 現行（2代目）
1956年（昭和31年）が豊橋市の市制50周年に当たることを記念して歌詞を一般公募し、298篇の応募作から採用された1篇を同市出身の丸山薫が補作した。作曲は妻の（旧姓：内山）金子が同市出身の縁から古関裕而に依頼されたと見られているが、古関は市歌制定の4年前にも豊橋観光協会が選定した「豊橋観光音頭」（作詞・中林きみを）と「夢の豊橋」（作詞・河西新太郎）の2曲を手掛けている。市歌を作詞した辰己利郎に関しては補作者や作曲者と異なり豊橋市の公式サイトに紹介が無いが、いずれも1947年（昭和22年）に制定された大阪府の枚方市歌や奈良県斑鳩町の町歌を作詞したことが確認されている。
豊橋市では、2017年（平成29年）から古関の出身地である福島市と共同で実施したNHKの連続テレビ小説（朝ドラ）誘致活動の一環として市歌のCD化を行った。この際の誘致活動は、2020年（令和2年）3月30日からの『エール』放送開始により実現しており、豊橋市中央図書館では記念事業として「昭和の大作曲家 古関裕而の妻 内山金子とその時代展」と題し、市歌と「曙幼稚園歌」および「豊橋観光音頭」「夢の豊橋」の4曲に関する資料を館内で展示した。
豊橋市に関連するその他の楽曲としては、1976年（昭和51年）に市制70周年を記念して作成された「豊橋 明日へのマーチ」（作曲・馬飼野俊一）がある。